# Ekaterine
Ekaterine ist ein weiblicher Vorname. Eine Kurzform ist Eka. 
Zu Herkunft und Bedeutung des Namens siehe Katharina.

## Bekannte Namensträgerinnen
- Ekaterine Dadiani (1816–1882), Fürstin von Mingrelien
- Ekaterine Gabaschwili (1851–1938), georgische Schriftstellerin und Frauenrechtlerin
- Ekaterine Gorgodse (* 1991), georgische Tennisspielerin
- Ekaterine (Eka) Tqeschelaschwili (* 1977), georgische Politikerin und Juristin

## Varianten
- Ekaterina (bulgarisch und russisch), Ekaterini (griechisch), Jekaterina (russisch)